# Министерство спорта и молодёжной политики Туркменистана
Государственный комитет Туркменистана по физкультуре и спорту. (туркм. Türkmenistanyň Bedenterbiýe we sport baradaky döwlet komiteti) — правительственное учреждение, отвечающее за развитие спорта в Туркменистане. Создан на базе Министерства спорта и молодёжной политики Туркменистана. 
Согласно Указу Президента Туркменистана Сердара Бердымухамедова, подписанному на заседании Кабинета Министров 20 октября 2022 года, был создан Государственный комитет Туркменистана по физкультуре и спорту.

## Задачи комитета
Комитет работает над правовой базой, задачами статистики и маркетингового анализа, информирования и освещения спортивной жизни Туркменистана.

## Критика
В августе 2012 года Президент Туркменистана Гурбангулы Бердымухамедов в ходе совещания высказал резкую критику в адрес Государственного комитета по туризму и спорту, недовольство главы государства вызвал факт, что туркменская команда на летних Олимпийских играх в Лондоне показала низкие результаты и не смогла завоевать ни одной медали. Гурбангулы Бердымухамедов принял решение упразднить комитет и создать на его базе Государственный комитет Туркменистана по спорту, подписав соответствующий Указ. Председателем госкомитета назначен Батыр Оразов.

## Спортивные клубы
Молодёжная хоккейная команда из города Ашхабада, основанная в 2007 году. Тренируется команда в ашхабадском Ледовом дворце. Игроки команды вызываются в сборную Туркменистана по хоккею.

## Подведомственные организации
- Туркменский государственный институт физической культуры и спорта

## Министры
| No | Имя                         | Назначен   | Уволен     | Причина увольнения                          |
| 1  | Гулгельдыев, Даянч Яранович | 26.01.2018 | 05.06.2020 | за серьезные недостатки в работедействующий |
| -  | Агамурадов, Гульмурад       | 05.06.2020 | 03.07.2020 | ВрИО                                        |
| 2  | Агамурадов, Гульмурад       | 03.07.2020 | 20.10.2022 | министерство упразднено                     |